# Вице-президент Кипра
Вице-президент Республики Кипр (греч. Αντιπρόεδρος της Κυπριακής Δημοκρατίας) - является второй по значимости политической должностью в Республике Кипр после президента. Согласно разделению властей из Конституции Кипра, пост вице-президента зарезервирован для турка-киприота, в то время как пост президента, наоборот, зарезервирован для грека-киприота. Однако с тех пор, как турецкое вторжение на Кипр в 1974 году фактически создало отдельное государство турок-киприотов, эта должность оставалась вакантной, а председатель Парламента Кипра стал вторым лицом в государстве. 

## История
Республика Кипр была создана в 1960 году после обретения независимости от британского колониального правления, и тогда же вступила в силу её конституция, разделившая власть между двумя основными этническими группами на острове, как это было установлено в соответствии с Лондонским и Цюрихским соглашениями.
Фазыл Кючюк стал первым вице-президентом страны, не встретив сопротивления на выборах 1959 года и победив на переизбрании в 1968 году. Рауф Денкташ не встретил сопротивления на выборах 1973 года, став вторым вице-президентом.
Вице-президент назначает трех министров в Совет Министров, однако из-за разногласий на фоне межэтнического насилия такие назначения не были произведены, и турки-киприоты не участвовали в правительстве с декабря 1963 года.
Вице-президент Рауф Денкташ, вместе с президентом Макарием III, был свергнут в результате государственного переворота греческой националистической хунтой, поддержанной Грецией. Турция ответила вторжением на остров. Макарий III был восстановлен в должности после краха военной хунты, но турецкие войска отказались покинуть остров. Позже они создали Турецкую Республику Северного Кипра, с Денкташем в качестве ее президента. Греки-киприоты бежали на юг, а турки-киприоты бежали на север. Остров остается разделенным и по сей день, несмотря на то, что Организация Объединенных Наций и мировое сообщество призывают положить конец тому, что считается турецкой оккупацией, и призывают восстановить признанные границы Кипра.

## Список
| №                                                                                                | Портрет | Имя (Рождение-Смерть)    | Срок полномочий | Срок полномочий         | Избран    | Президент (Рождение-Смерть) |
| №                                                                                                | Портрет | Имя (Рождение-Смерть)    | Начало срока    | Окончание срока         | Избран    | Президент (Рождение-Смерть) |
| ------------------------------------------------------------------------------------------------ | ------- | ------------------------ | --------------- | ----------------------- | --------- | --------------------------- |
| 1                                                                                                |         | Фазыл Кючюк (1906–1984)  | 16 августа 1960 | 18 февраля 1973         | 1959 1968 | Макарий III (1913–1977)     |
| 2                                                                                                |         | Рауф Денкташ (1924–2012) | 18 февраля 1973 | 15 июля 1974 (свергнут) | 1973      | Макарий III (1913–1977)     |
| Должность вакантна (15 июля 1974 – н.в.); де-факто заменен должностью президента Северного Кипра |         |                          |                 |                         |           |                             |